# Cyclocephala mathani
Cyclocephala mathani är en skalbaggsart som beskrevs av Roger Paul Dechambre 1982. Cyclocephala mathani ingår i släktet Cyclocephala och familjen Dynastidae. Inga underarter finns listade i Catalogue of Life.